# Psilopogon armillaris
Il barbuto corona azzurra (Psilopogon armillaris (J. F. Gmelin, 1788)) è un uccello della famiglia dei Megalaimidi originario di Giava e Bali.

## Descrizione

### Dimensioni
Misura circa 20-21,5 cm di lunghezza per un peso di 63-74 g.

### Aspetto
Questo piccolo barbuto dal piumaggio quasi interamente verde ha un becco potente e una fronte di colore giallo-arancio ben sviluppata. Entrambi i sessi della sottospecie nominale hanno la fronte e la parte anteriore del cappuccio arancio-giallastra e il resto del cappuccio e la nuca blu. Una linea nera attraversa la regione dell'occhio. Come proseguimento di quest'ultima, un po' di nero orna la parte anteriore delle guance. È possibile scorgere una macchia giallo dorato su ciascun lato della parte inferiore del collo. Una fascia arancio dorato attraversa la parte alta del petto.
Gli esemplari immaturi hanno un piumaggio più opaco degli adulti, con le zone arancio dorato e blu più chiare e meno estese. La sottospecie baliensis ha dimensioni leggermente più grandi e la fronte più rosso-arancio o bruno-arancio. Il collare che ricopre i lati del collo e la parte alta del petto sono piuttosto simili a quelli della forma nominale.

### Voce
Il canto è una serie di brevi trilli - t-t-t-rrrrt - che vengono ripetuti incessantemente. È possibile udire anche un tirrr semplice e vivace. Il resto del repertorio non è conosciuto.

## Biologia
Il barbuto corona azzurra è una specie sedentaria e dalle abitudini poco conosciute. A Bali effettua la muta in gennaio e in giugno.

### Alimentazione
I barbuti corona azzurra si nutrono di frutti, compresi quelli delle piante del caffè, così come di insetti. Anche i ragni fanno parte del menu. In cattività i giovani mangiano vermi della farina, grilli e giovani topi.

### Riproduzione
La stagione della nidificazione va da febbraio a luglio, ma anche da settembre a gennaio. Probabilmente vengono deposte due nidiate all'anno. Sono state segnalate offerte rituali di cibo.
Il nido viene scavato su un albero, ad un'altezza abbastanza elevata. I genitori uniscono le forze per perforare una galleria che misura 35 centimetri di lunghezza, il cui completamento richiede quasi un mese. In cattività i barbuti corona azzurra depongono 2 uova che vengono incubate per un periodo che va da 13 a 15 giorni. Dopo la schiusa, la femmina assume un atteggiamento aggressivo nei confronti del maschio: talvolta arriva persino a inseguirlo e attaccarlo. I nidiacei sono nutriti a turno dai due genitori; quando uno dei genitori è nel nido, quello che torna con il cibo bussa con il becco all'ingresso per incoraggiarlo ad uscire. I piccoli aprono gli occhi a 14 giorni, sono interamente ricoperti di piume a 17 e sono in grado di alzarsi in volo all'età di 37 giorni. In cattività possono essere deposte fino a 3 nidiate per stagione.

## Distribuzione e habitat
I barbuti corona azzurra sono originari delle Grandi Isole della Sonda. Il loro areale è piuttosto frammentato a Giava, ma più continuo nelle regioni occidentali e centrali di Bali.
Frequentano le foreste primarie di pianura e le foreste di collina, ma vivono anche ai loro margini e sugli alberi da frutto nei pressi di giardini e piantagioni. Si incontrano a qualsiasi tipo di altitudine, fino a 2500 metri, ma sono più comuni al di sopra dei 600 metri.

## Tassonomia
Ne vengono riconosciute due sottospecie:
- P. a. armillaris (Temminck, 1821), diffusa nelle regioni occidentali e centrali di Giava;
- P. a. baliensis (Rensch, 1928), diffusa nelle regioni orientali di Giava e a Bali.

La specie è strettamente imparentata con il barbuto corona gialla (P. henricii) e con il barbuto nucadorata (P. pulcherrimus).

## Conservazione
Secondo BirdLife International la specie non è da considerarsi minacciata. Pur occupando un areale molto limitato, che non supera i 26.000 chilometri quadrati, non è una specie rara: anzi, è persino il barbuto più comune a Giava e a Bali. Inoltre è un uccello in grado di adattarsi facilmente al suo habitat. Sarebbero necessari ulteriori studi per ricavare informazioni sulla biologia e l'ecologia nel suo ambiente naturale. A Giava è presente in vari parchi nazionali e aree protette.